# Cobla La Principal de la Bisbal
La Principal de la Bisbal és una cobla de sardanes fundada el 1888 pels membres de la Cobla Vella de la població de la Bisbal d'Empordà, Baix Empordà. L'any 1932 va ser escollida la Cobla Oficial de la Generalitat de Catalunya, títol que li fou restituït el 1978 pel president Josep Tarradellas. L'any 2014 rebé el Premi Nacional de Cultura.

## Context històric
El naixement de La Principal de la Bisbal coincideix amb l'època que la sardana comença a expansionar-se per Catalunya. Feia tot just tretze anys de la mort de Pep Ventura, en feia quatre de l'aparició a Torroella de Montgrí de Els Montgrins, en faltaven dos per la naixença de La Principal de Peralada. La sardana havia començat un procés d'evolució i expansió que li va permetre estendre's de les terres de Girona a arreu de Catalunya.

## Naixement
La Principal es va fundar el dia 22 de març de 1888 fruit de la competència entre les cobles Vella i Nova de la Bisbal, i l'interès de la primera per organitzar una nova orquestra per afrontar el progrés experimentat per la música en general i especialment en la millora de les orquestres empordaneses. Aquest progrés es basava en el pas de les cobles de tres quartans a la cobla moderna, formada primer per deu instrumentistes i, molt poc després, per onze. Les de tres quartans s'anomenaven així perquè estaven formades només per tres músics: l'un tocava el flabiol i el tamborí, l'altre la tarota, i el darrer la cornamusa.
Els músics que van formar part de la primera etapa de la Principal van sorgir de l'escola del compositor i musicòleg Joan Carreras i Dagàs. De fet, no s'entendria el seu naixement sense tenir present la feina dels anys anteriors de Carreras i de la seva Escola de Música a la Bisbal; Carreras, que era de Girona i havia estat treballant a Barcelona i a França, segurament va anar a la Bisbal per la seva amistat amb Joaquim Galí, bisbalenc apotecari, i Melcior de Ferrer, un compositor molt conegut de l'època.
Joaquim Galí era també el vicepresident de la societat constructora del Tren Petit (Palamós-Girona). Sense aquest tren, la cobla no hagués pogut agafar la volada que va tenir perquè no hauria pogut desplaçar-se amb una certa rapidesa i comoditat a molts dels llocs on se la llogava. Això explica també que cap dels músics que la van fundar hagués nascut a la Bisbal, tot i que la majoria hi van acabar vivint, també influenciant que més d'un d'ells acabés estudiant a l'Escola de Música de Carreras i Dagàs. Aquest és el cas de Robert Mercader i Sureda, flabiolaire fill de Celrà i primer director de La Principal fins a l'any 1891 quan es va reformar la plantilla. Mercader provenia de la Vella i va morir a Buenos Aires l'any 1937.
El 1902, la Principal participà en el concurs de cobles de Barcelona i hi guanyà el primer premi, ex aequo amb la Principal de Peralada.

## Esplendor
La majoria d'edat de la cobla La Principal de La Bisbal, l'inici de la seva gran puixança, es va produir amb l'arribada, a començaments del segle xx, de diversos components de la cobla de Palau-sator: els Saló i els seus familiars propers, els Barnosell.
El 1935 va ser nomenat director Conrad Saló i Ramell, el centenari del naixement del qual s'ha celebrat fa poc. Exercí el càrrec fins al 1990, i ha estat considerat el director de cobla més capacitat i rigorós.
La baixa de Ferran Rigau l'any 1950 propicià que a la cobla s'hi incorporés Ricard Viladesau, de la qual formaria part fins al 1970. Viladesau en va ser el solista indiscutit de la tenora, en un moment en què també va coincidir amb el "Moreno" (Josep Puig) al fiscorn i l'Àngel Pont al tible. Quan la Bisbal tenia formació d'orquestra, en Viladesau tocava el saxòfon, la viola i el violí, i en aquell moment era considerat el millor tenora de Catalunya, l'únic capaç d'interpretar determinades obligades, com la seva pròpia i dificilíssima composició Sa Roncadora.
L'any 1988, en la commemoració del centenari de la cobla, l'entitat va rebre molts homenatges, destacant-ne els actes del centenari a la Bisbal i els concerts al Gran Teatre del Liceu (29 d'octubre), al Palau de la Música Catalana, a l'Abadia de Montserrat i al Palau de la Generalitat, on li va ser lliurada la prestigiosa Creu de Sant Jordi.

## Músics més rellevants
Les figures més rellevants de la història de la cobla n'han format part en un moment o altre de la seva trajectòria artística. Cal esmentar els tenores Josep Gispert, Albert Martí, Ramon Rosell, Josep Coll, Ferran Rigau i Ricard Viladesau; els tibles Enric Barnosell, Àngel Pont, Joan Parés i Lluís Pujals; els trompetistes Pere Pruñunosa, Francesc Capellas i Joan Sadurní; els fiscornaires Tomàs Garcia, Lliberat Juanals, Josep Puig "Moreno" i Josep Riumalló; els contrabaixistes Fèlix Horcajo, Emili Saló, Josep Vallespí, etc.
Alguns directors de La Principal de La Bisbal han estat els mestres Robert Mercader, Josep Canet, Josep Maria Soler, Josep Saló, Genís Canet, Conrad Saló, Josep Cassú, Josep Maria Surrell, i el fill de Josep Cassú, Francesc Cassú.